# Lesko von Langendorff

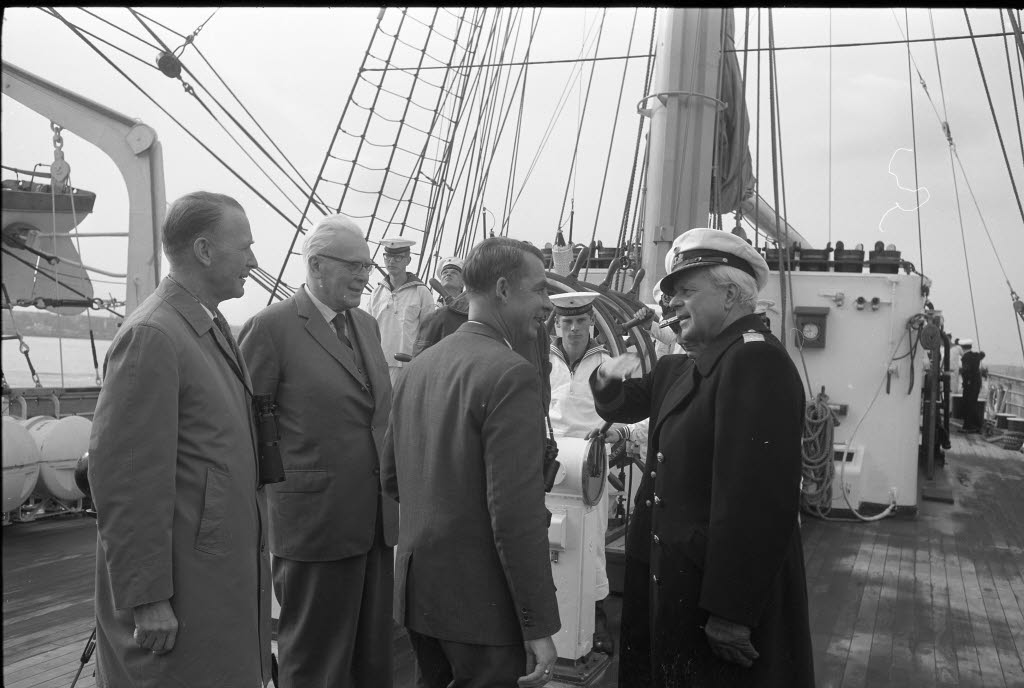
Lesko von Langendorff (links), Konteradmiral Hans Rudolf Rösing (1.v.r.) Landeskultusminister Claus Joachim von Heydebreck (2.v.r.), Landtagsvizepräsident Wilhelm Siegel (3.v.r.) 1964 auf dem Segelschulschiff Gorch Fock

Lesko von Langendorff (* 27. Juli 1909 in Berlin; † 22. Januar 1987 vermutlich in Dänisch-Nienhof) war ein deutscher Politiker (CDU).
Langendorff war von Beruf Landwirt. Zum 1. November 1930 trat er der NSDAP bei (Mitgliedsnummer 354.654), wurde allerdings März 1940 gestrichen. Im Frühjahr 1936 beantragte er die Mitgliedschaft in der SS und wurde im Sommer 1937 Mitglied. Vom 6. Januar bis zum 10. Oktober 1958 und vom 27. Februar 1964 bis zum 28. April 1967 war er Mitglied des Landtags von Schleswig-Holstein, in beiden Fällen rückte er für einen ausgeschiedenen Abgeordneten ins Parlament nach.